# Гронда Суд (Лука)
Гронда Суд је насеље у Италији у округу Лука, региону Тоскана.
Према процени из 2011. у насељу је живело 14 становника. Насеље се налази на надморској висини од 1 м.